# Витраж Герхарда Рихтера

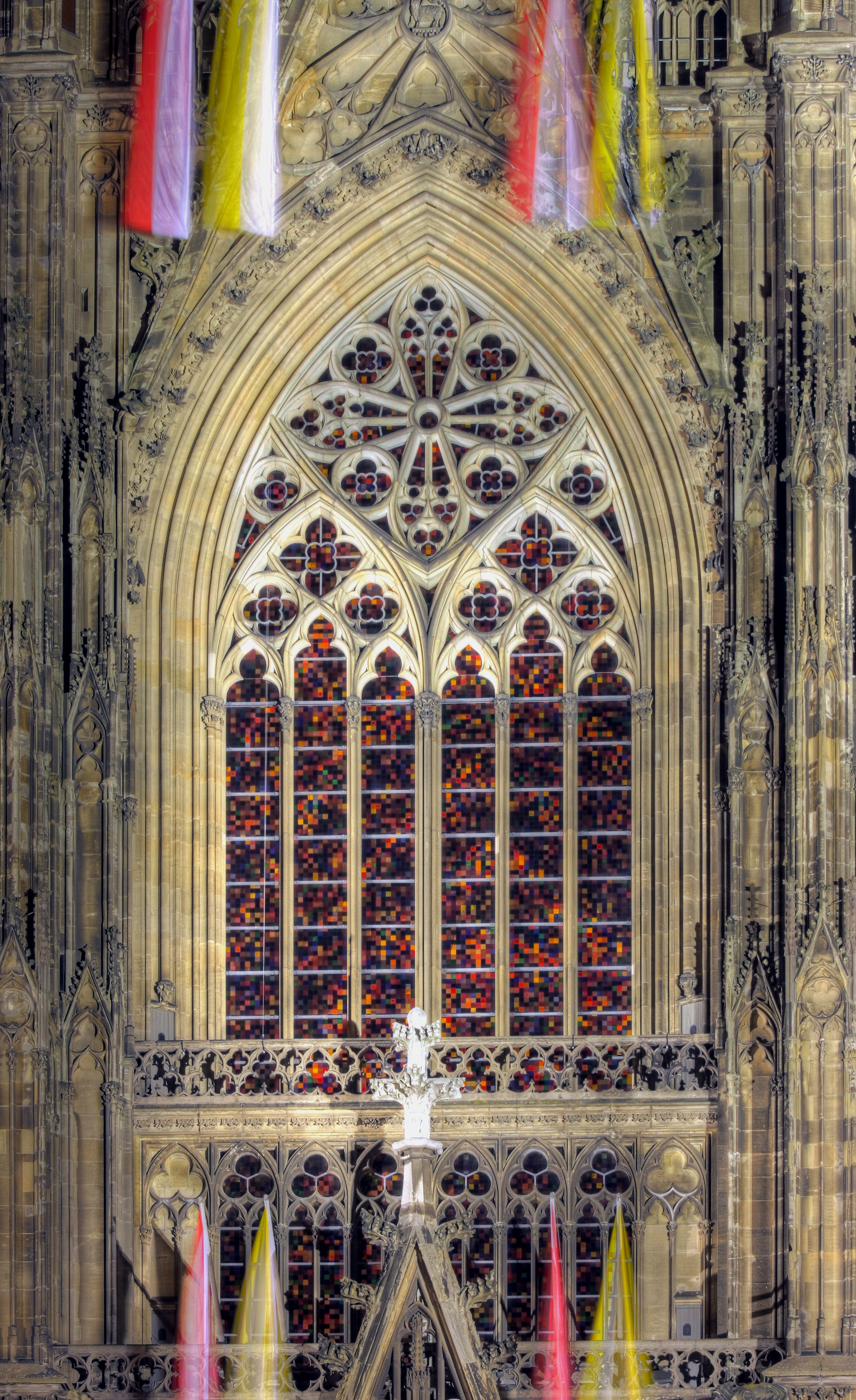
Витраж Рихтера в южном трансепте, вид снаружи, ночью. 2010 год

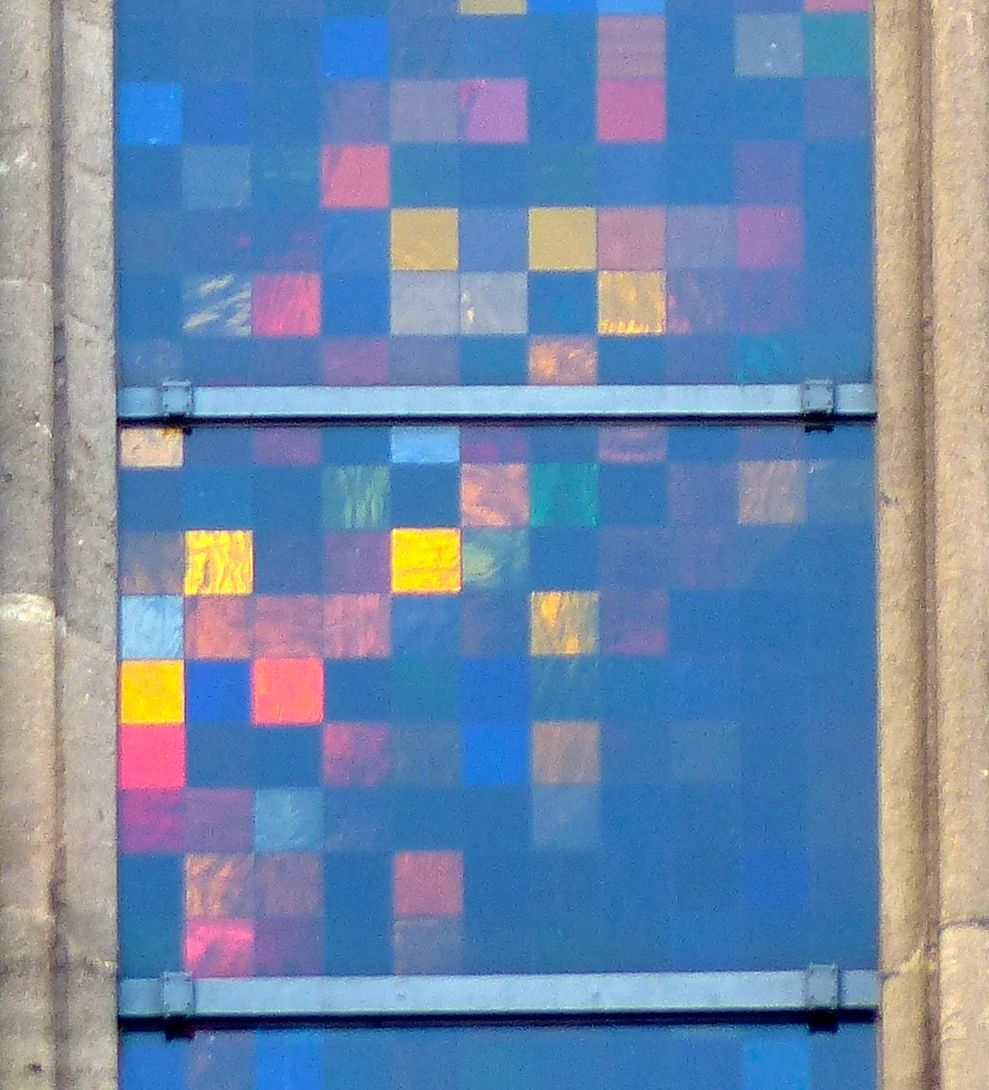
Солнечный свет на витраже Рихтера (фрагмент)

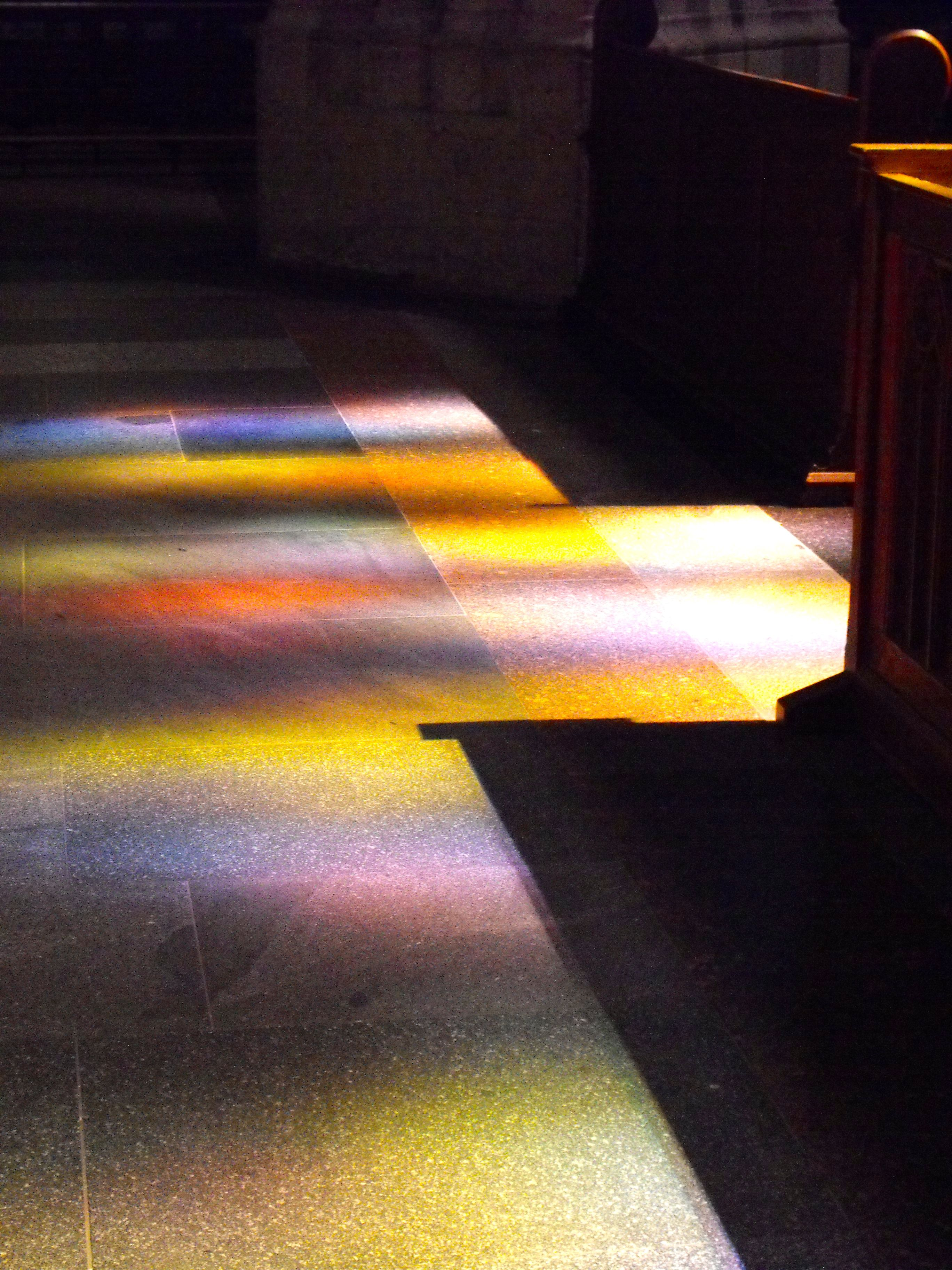
Свет от витража Рихтера в интерьере

Витраж Рихтера (нем. Richter-Fenster) — витраж, созданный немецким художником Герхардом Рихтером (р.1932), расположенный в южном поперечном нефе Кёльнского собора. Витраж имеет площадь в 113 квадратных метров и состоит из 11 263 кусочков стекла, имеющих 80 оттенков. Официальное открытие витража состоялось 25 августа 2007 года во время служения мессы. Абстрактный витраж, с одной стороны, был принят местными жителями с энтузиазмом, с другой — подвергнут жёсткой критике. Предыдущий витраж был установлен в 1863 году и изображал традиционные библейские мотивы, однако был уничтожен во время Второй мировой войны и позже заменён на простой орнамент из почти прозрачного стекла, который пропускал слишком много света. Восстановление старого витража осложнялось тем фактом, что во время войны сгорели все эскизы витража, что сделало фактически невозможной реставрацию. «Пиксельный витраж» был преподнесён Рихтером собору в качестве подарка, при этом на создание витража потребовалось 370 000 евро ($506 000). Квадраты на витраже расположены случайным образом, образуя хаотичную игру цветов, но их симметричное и ровное расположение даёт «эффект пикселей». Витраж создавался при поддержке художественной студии die Derix Glasstudios.

## Реакция
Пиксельный витраж вызвал неоднозначную реакцию среди жителей города и религиозных деятелей. В частности, бургомистр Кёльна — Фриц Шраммa отметил, что витраж делает собор и город прекраснее, вместе с тем, кёльнский кардинал Йоахим Майснер крайне негативно отнёсся к новому витражу и предпочёл бы «пикселям» работу, изображающую мучеников XX века.
Критики отмечают, что цветовая гамма витража оживляет и вдохновляет внутреннее помещение, но в то же время противоречит христианским догматам. Витраж высоко оценил Ими Кнобель — художник, создавший новые витражи в современном стиле для Реймсского собора.